# 罗纳德·埃万斯
小罗纳德·埃尔文·埃万斯（英語：Ronald Ellwin Evans Jr.，1933年11月10日—1990年4月7日）曾是一位美国国家航空航天局的宇航员，执行过阿波罗17号任务。

## 早年
埃万斯出生于堪萨斯州的聖弗朗西斯，1956年在堪萨斯大学获得了电机工程学士学位，1964年在海军研究生学校（Naval Postgraduate School）获得了航空工程学硕士学位。
1957年6月，埃万斯完成了飞行训练，被晋升为海军少尉。在被通知选入航空航天局时，埃万斯已经在太平洋上部署的提康德罗加号航空母舰（CV-14）上飞了七个月F-8十字军战斗机（F-8 Crusader）。埃万斯服役期间总共飞行时间为5100小时，其中4600小时是飞喷气式飞机。

## 宇航员生涯
埃万斯是美国国家航空航天局1966年4月选择的宇航员之一。他被选入了阿波罗7号和阿波罗11号的支持团队，担任了阿波罗14号任务的替补指令舱驾驶员。
埃万斯的唯一一次太空任务就是阿波罗17号的指令舱驾驶员。阿波罗17号是迄今为止最后一次载人登月任务。同行的尤金·塞尔南和哈里森·施密特在月球表面的陶拉斯-利特罗谷进行科学探索时，埃万斯留在了月球轨道中的指令舱“美国号”内，对月球表面的地形进行详细的勘察，对一些具体目标拍摄了照片，使用航天器外部的科学仪器模块（Scientific Instrument Module）进行了多项复杂的科学实验。
返回地球途中，埃万斯进行了一次1小时6分钟的舱外活动，取回了记录月表地形情况的磁带，并对航天器的外部情况进行了检查。他在太空中的总时间为301小时51分钟。埃万斯的月球轨道停留时间之长创造了当时的纪录，到2007年为止无人能破。
埃万斯担任了阿波罗-联盟测试计划的替补指令舱驾驶员。
1976年4月30日，在服役二十一年后，埃万斯从海军退役，留在航空航天局，参与了航天飞机计划的发展，在宇航员安排和训练办公室任职，负责航天飞机的发射阶段。1977年3月，埃万斯从美国国家航空航天局退役，在一个煤炭企业担任行政人员。
1990年4月7日，埃万斯在亚利桑那州的斯科特戴尔（Scottsdale）因心脏病去世。他与妻子简（Jan）育有两个孩子。